# A Pillow of Winds
"A Pillow of Winds" es la segunda canción del álbum Meddle de 1971 de Pink Floyd. La canción es una pieza suave y acústica, y no caracterizando a la banda, la letra menciona el amor. El guitarrista David Gilmour compuso la música y Roger Waters escribió la letra. La canción también incluye una parte con slide de guitarra de la mano de Gilmour. La canción empieza y termina en la escala de Mi mayor, con una parte más oscura, siguiendo la letra and the candle dies (del inglés y la vela muere) en su paralela menor, Mi menor.
Según Nick Mason, el nombre proviene de una posible mano en el Mahjong, juego del cual la banda se había enamorado durante las giras.
La letra se refiere en un momento al 'eiderdown', un edredón hecho con las plumas anteriores del pato eíder común, utilizado para hacer abrigos y cubrecamas. Otras canciones de Pink Floyd hacen referencia a este material, incluyendo "Flaming" y "Julia Dream".

## Personal
- David Gilmour - Voces, guitarra acústica y guitarra con slide.
- Richard Wright - Órgano y vibráfono.
- Nick Mason - Platillos
- Roger Waters- Bajo